# Sławomir Peszko

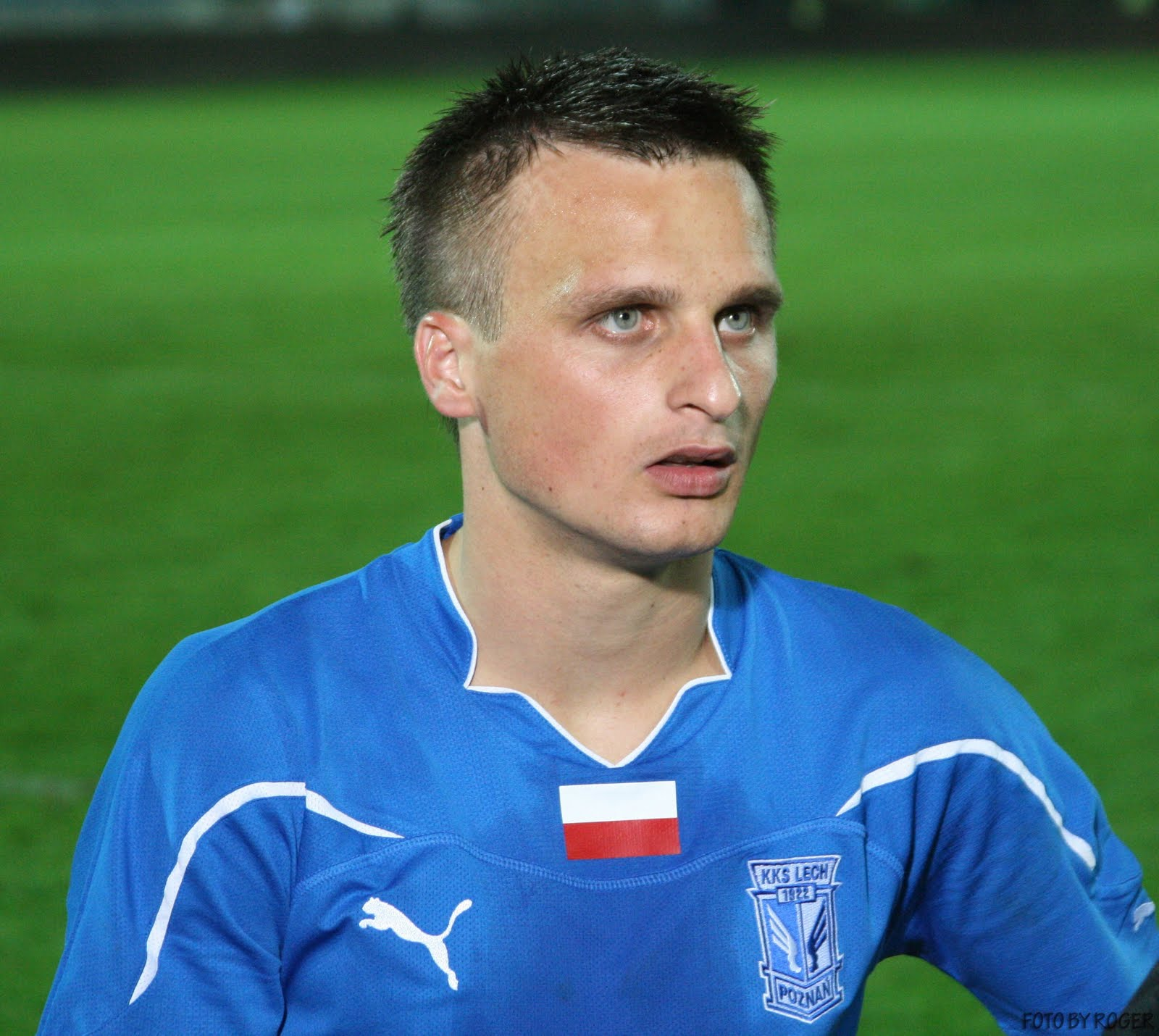
Sławomir Peszko (2010)

Sławomir Konrad Peszko [suavomir peško] (* 19. února 1985, Jasło, Polsko) je bývalý polský fotbalový záložník.

## Klubová kariéra
- Nafta Jedlicze (mládež)
- Orlen Płock (mládež)
- Wisła Płock 2003–2008
- Lech Poznań 2008–2011
- 1. FC Köln 2011–2013
- →  Wolverhampton Wanderers FC 2012–2013 (hostování)
- Parma FC 2013–2014
- →  1. FC Köln 2013–2014 (hostování)[1][2]
- 1. FC Köln 2014–2015
- Lechia Gdańsk 2015–2020
- →  Wisla Krakov 2019 (hostování)
- Wieczysta Krakov 2020–2023

## Reprezentační kariéra
V polském národním A-mužstvu debutoval 19. 11. 2008 v přátelském utkání v Dublinu proti týmu Irska (výhra 3:2).

### EURO 2016
S polskou reprezentací se zúčastnil úspěšné kvalifikace na EURO 2016 ve Francii. Polsko obsadilo druhé postupové místo v kvalifikační skupině D. Trenér Adam Nawałka jej zařadil do závěrečné 23členné nominace na evropský šampionát.

## Mimo hřiště
Peszko je výjimečný tím, že má místo obvyklých dvou čtyři ledviny. Díky tomu má přezdívku Cewka.